# Jurij Krylov
Jurij Nikolaevič Krylov (in russo Юрий Николаевич Крылов?; Mosca, 11 marzo 1930 – Mosca, 4 novembre 1979) è stato un hockeista su ghiaccio sovietico.

## Palmarès

### Olimpiadi invernali
- 1 medaglia:
  - 1 oro (Cortina d'Ampezzo 1956)